# شركات الأشخاص

شركات الأشخاص

شركات الأشخاص هي من الشركات التي تقوم على الاعتبار الشخصي وتتكون أساساً من عدد قليل تربطهم صلة معينة كصلة القرابة، أو الصداقة، أو المعرفة، حيث تكون شخصية كل شريك محل اعتبار الشركاء الآخرين، ونظراً لأهمية الاعتبار الشخصي في هذا النوع من الشركات فإن الشركة في الأصل تنحل أو تنتهي بوفاة أحد الشركاء أو بفقدان أهليته أو بانسحابه من الشركة كما أنه لا يجوز لأحد الشركاء أن يتنازل عن حصته في الشركة إلا بموافقة جميع الشركاء وهناك ثلاثة أنواع رئيسية لشركات الأشخاص وهي شركة التضامن، شركة التوصية البسيطة، وشركة المحاصة، والتي تعتمد اعتمادًا كبيرًا على شخصية الشركاء؛ 
لذلك يترتب على إفلاس الشريك أو إعساره (أي عدم قدرته على سداد ديونه، والحجز عليه أو وفاته) التأثير على حياة الشركة.

## شركة التضامن
وهي الشركة الأمثل للشركات فكل شريك فيها يكون مسؤول مسؤولية تضأمنية، تتكون من شخصين أو أكثر ويكون الشركاء فيها متضامنين في جميع تعهداتها حيث أنهم جميعا مسؤولين مسؤولية تضامنية وغير محدودة عن سداد التزامات الشركة ويكتسب الشريك فيها صفة التاجر، وتمتد هذه المسؤولية إلى الأموال الخاصة بالشركاء.
مزايا شركات التضامن
1-إتاحة الفرصة لعدد من الخبراء للاشتراك في تأسيسها بحيث يختص كل منهم بعمل متخصص يتقنه
2-اشتراك أكثر من شخص في اتخاذ القرارات المتعلقة بنشاط الشركة يجعل تلك القرارات تميل إلى جانب الرشد على عكس الحال في المشروعات الفردية
3-تكوين رأس مال للشركة وفقًا لقدرات الشركاء وليس وفقًا لقدرة شخص واحد كما هو الحال في المشروعات الفردية
4-تتمكن الشركة من الحصول على القروض المصرفية وائتمان الموردين بطريقة أيسر
عيوب شركات التضامن
1-اتساع نطاق المخاطرة المترتبة على المسئولية المطلقة لكل شريك من الشركاء
2-عدم توفر المرونة الكافية التي يتميز بها المشروع الفردي
3-رأس مال الشركة محدود بقدرات الشركاء المالية
4-وفاة أحد الشركاء وانسحابه أو فقدانه الأهلية يعرِّض حياة الشركة للانتهاء، كما قد تنشأ مشاكل مع ورثة المتوفي أو الشريك المنسحب أو القيم على فاقد الأهلية فيما يتصل بتقدير حقوقه عند تصفية الشركة         لذلك يمكن القول بأن شركات التضامن لا تكون مناسبة للمشروعات التي تتسم بتنوع النشاط نسبيًا

## شركة التوصية البسيطة
تتكون من فريقين من الشركاء :شركاء متضامنون، وشركاء موصون.
- الشركاء المتضامنون: وهم مثل الشركاء المتضامنين في شركات التضامن؛ مسئولين مسئولية شخصية وتضامنية مع باقي الشركاء المتضامنين عن ديون الشركة والتزاماتها، أي أن مسئوليتهم غير محدودة.
- الشركاء الموصون: مسئوليتهم في ديون الشركة محدودة بقدر حصصهم ولا تمتد إلى أموالهم الخاصة ولايكتسب الشريك الموصي صفة التاجر.

مزايا شركات التوصية البسيطة
يمكنها التوسع في رأس المال أو زيادته عن طريق ضم عدد أكبر من الشركاء الموصين الذين لا يرغبون في المخاطرة بما يزيد عن حصة كل منهم في رأس المال
ازدياد ثقة البنوك والموردين فيمدونها بالقروض أو يمنحونها التسهيلات الائتمانية مما يمكِّنها من التوسع في نشاطها
عيوب شركات التوصية البسيطة
تواجه نفس المشكلات التي تواجه شركاء التضامن والسابق الإشارة إليها
حصص الشركاء الموصين غير قابلة للتداول ولا يتم بيعها إلى آخرين إلا بموافقة الشركاء جميعًا

## شركة المحاصة
هي شركة أشخاص مستتره لا تتمتع بالشخصية الاعتبارية ولا وجود لها بالنسبة للغير انما هي بين أفرادها فقط. ولاتخضع لإجراءات الشهر ولاتقيد في السجل التجاري.

### خصائص شركة المحاصة
- شركة اشخاص قائمة على الاعتبار الشخصي والثقة المتبادلة بين الشركاء، ة من ثم لايجوز للشريك فيها ان يتنازل عن حصته دون موافقة الشركاء، ولايجوز ان تصدر صكوكا قابلة للتداول، وايضاً لايجوز ضم شريك جديد إلى الشركة الا بموافقة جميع الشركاء.
- تجارية غالبا وقد تكون مدنية
- ليس لها شخصية اعتبارية لان الشركة ليس لها ذمة مستقلة ولا موطن أو جنسية أو اسم وليس لها حق التقاضي ولاتخضع لقواعد التصفية.

### تكوين شركة المحاصة
يجب ان يتوفر في عقدها الاركان الموضوعية العامة (الرضا والاهلية والمحل والسبب) والاركان الموضوعية الخاصة بعقد الشركة (تعدد الشركاء وتقديم الحصص ونية المشاركة واقتسام الارباح والخسائر).
أما الشروط الشكلية (الكتابة والشهر) لايشترط توفرها في عقد شركة المحاصة .

### انقضاء شركة المحاصة
تنقضي شركة المحاصة في حال وفاة أحد الشركاء وانسحابه أو فقدانه الأهلية يعرِّض حياة الشركة للانتهاء.